# Jeanne Carpenter
Jeanne Carpenter (Kansas City, 1º febbraio 1916 – Oxnard, 5 gennaio 1994) è stata un'attrice bambina statunitense.

## Biografia
Nata nel 1916, iniziò la sua carriera cinematografica all'età di tre anni.

## Riconoscimenti
- Young Hollywood Hall of Fame (1924)

## Filmografia
- Papà Gambalunga (Daddy-Long-Legs), regia di Marshall Neilan (1919)
- Desert Gold, regia di T. Hayes Hunter (1919)
- The Luck of Geraldine Laird, regia di Edward Sloman (1920)
- Il coraggio di Magda (The Courage of Marge O'Doone), regia di David Smith (1920)
- The Dwelling Place of Light, regia di Jack Conway (1920)
- Peaceful Valley, regia di Jerome Storm (1920)
- The Way Women Love, regia di Marcel Perez (1920)
- The Adventures of Bob and Bill, regia di Robert N. Bradbury (1920)
- A Man from Nowhere, regia di Francis Ford (1920)
- Fighting Fate, regia di William Duncan (1921)
- Come presi moglie (The Nut), regia di Theodore Reed (1921)
- Through the Back Door, regia di Alfred E. Green, Jack Pickford (1921)
- Bacio a cronometro (A Kiss in Time), regia di Thomas N. Heffron (1921)
- The Stampede, regia di Francis Ford (1921)
- What No Man Knows, regia di Harry Garson (1921)
- In the Name of the Law, regia di Emory Johnson  (1922)
- The Sign of the Rose, regia di Harry Garson (1922)
- La ragazza del West (Tess of the Storm Country), regia di John S. Robertson (1922)
- Ceneri di vendetta (Ashes of Vengeance), regia di Frank Lloyd (1923)
- The Midnight Alarm, regia di David Smith (1923)
- Why Women Remarry, regia di John Gorman (1923)
- Per diritto divino (By Divine Right), regia di Roy William Neill (1924)
- A Boy of Flanders, regia di Victor Schertzinger (1924)
- Helen's Babies, regia di William A. Seiter (1924)
- The Prince of Tempters, regia di Lothar Mendes (1926)
- Luci della città (City Lights), regia di Charles Chaplin (1931)
- Glamorous Night, regia di Brian Desmond Hurst (1937)
- Grand hotel Astoria (Week-End at the Waldorf), regia di Robert Z. Leonard (1945)